# Gheorghe Harea
Gheorghe Harea (* 3. Februar 1966 in Chișinău) ist ein ehemaliger moldauischer Fußballnationalspieler.

## Karriere
Harea debütierte am 2. Juli 1991 in einem Freundschaftsspiel gegen die Auswahl Georgiens. Dieses Spiel ging mit 2:4 verloren. Dabei gelang Harea sein einziges Länderspieltor. Er bestritt zwischen 1991 und 1998 insgesamt 3 Länderspiele. Auf Vereinsebene spielte er unter anderem für den moldauischen Verein FC Tighina Bender.